# 四四南村

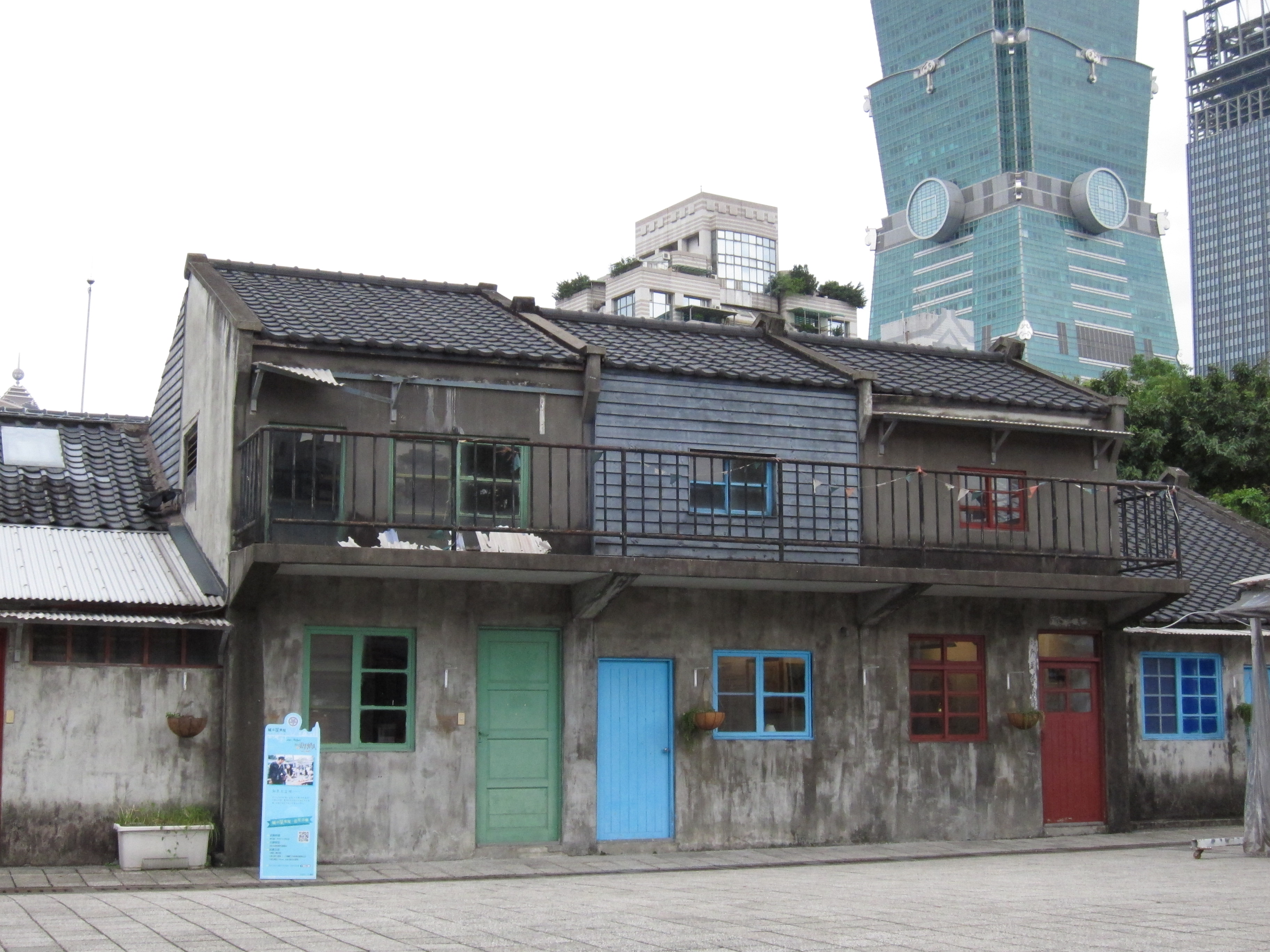
広場南側より。後ろに見えるビルは台北101。

四四南村（すーすーなんつん）は、台北市に存在した眷村のひとつ。現在は公園、公民館および展示館からなる複合施設として使用されている。名前だけから受ける印象は、都会である台北市に存在するエリアとは思えない響きであるが、台北101にほど近い場所に立地し、行政区画としては信義区に含まれる。
第二次世界大戦が終結し、国共内戦にともなって大陸から避難してきた国民革命軍がこの地に定住したのは1948年のことであった。もともとここにあった旧日本陸軍の倉庫を改修して住居としたもので、台北に存在した眷村のうちでは最初期の部類である。最初期どころか最初の眷村とされるケースも見られる。四十四兵工廠(zh) の家族たちがまとまって居住したために四四南村と名づけられた 。住民が増加すると四四東村と四四西村に分かれた。1999年にこの地区の再開発計画が持ち上がると住民らは立ち退き、住居も撤去されることとなった。一方で文化財としての価値を主張する声もあがり、2003年には歴史建築として認定され、公民館や公園として利用することが決まった。現存する建物は四棟で、展示室として利用され、棟の間の小さな広場と西側の眷村文化公園とともにこの眷村は再生された。他にも区民会館も存在し利用されている。台北の発展にともない建築物の高層化が進み眷村はどんどん失われているが、かつての姿を残す一例である。

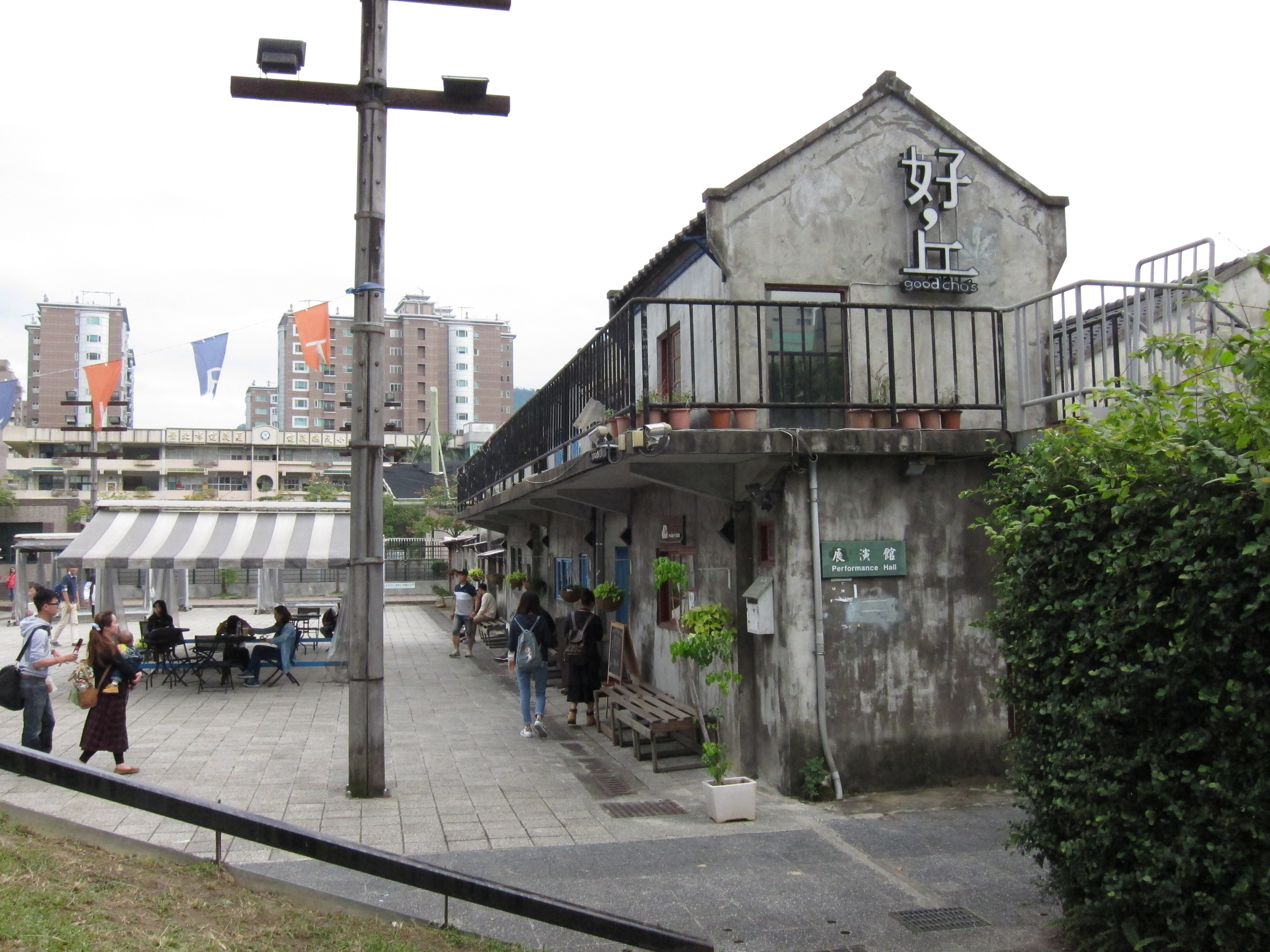
西側の眷村文化公園より。『好，丘』はカフェ兼雑貨屋の名前。

敷地はおよそ4,150坪で、2010年からは毎週日曜のフリーマーケットも広場で行われている。同じ広場にて、隔週ではあるが金曜夜に音楽祭も催される。常設のカフェと雑貨屋もある。カフェはベーグルが名物。
MRT台北捷運信義線の台北101/世貿駅2番出口が近い。台北捷運板南線の市政府駅から歩くことも可能。

## 関連文献
- 横山透『台湾百年ストーリー: 20の物語に出会う旅』辰巳出版、2019年。ISBN 9784777822737。